# Peter von Portugal (1187–1258)

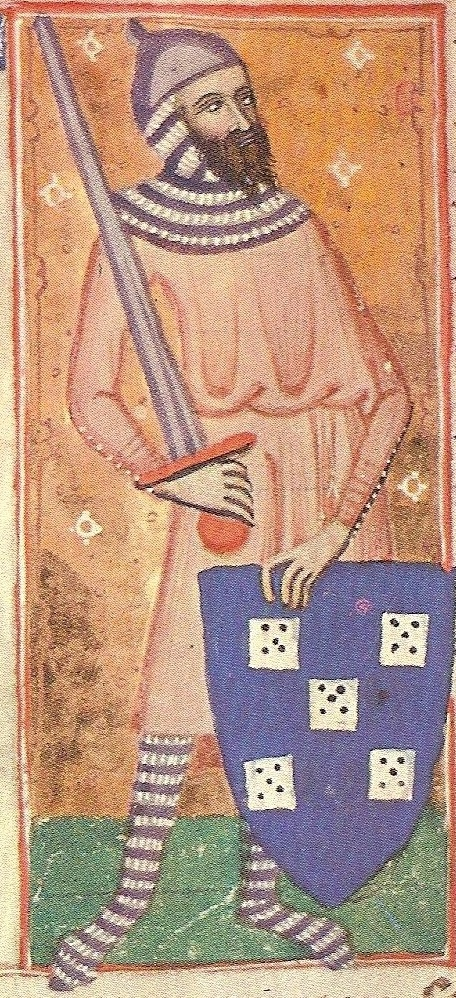
Peter von Portugal

Peter von Portugal (portugiesisch Pedro de Portugal; * 23. Februar 1187; † 2. Juni 1258) war ein portugiesischer Infant, iure uxoris ein Graf von Urgell und Herr von Mallorca aus dem Haus Burgund. Er war ein jüngerer Sohn des Königs Sancho I. von Portugal und der Dulce von Barcelona.
Nachdem er aufgrund eines familieninternen Konflikts zum Exil aus Portugal gezwungen war, hatte Peter unterstützt durch Alfons IX. von León 1212 einen Krieg gegen seinen Bruder Alfons II.  geführt. Danach hatte er sich zunächst als Söldnerführer im Dienst der Almohaden in Nordafrika verdingt, bis er nach dem Tod Alfons’ II. wieder nach Portugal zurückkehren konnte. 1227 unterstützte er seinen Neffen Sancho II. bei der Eroberung von Mérida.
Schließlich war Peter nach Aragón an den Hof seines Vetters, König Jakob I., gezogen. Dort heiratete er 1229 die königliche Konkubine Aurembiaix, durch die er in den Besitz der großen Grafschaft Urgell gelangte. Nachdem Aurembiaix bereits 1231 starb, erhob König Jakob I. einen Anspruch auf Urgell. Peter überließ es ihm am 29. September 1231 bereitwillig und wurde dafür im Gegenzug zum „Herrn des Königreichs Mallorca“ (Petrus, infans portugalense, Dei gratia regni Maioricarum dominus) ernannt. Zusammen mit dem Erzbischof von Tarragona und Nuno Sanchez von Roussillon eroberte er 1235 Ibiza und Formentera. Die Herrschaft über Mallorca tauschte er 1244 gegen mehrere Landgüter im Königreich Valencia wieder ein und beteiligte sich in den Kämpfen gegen die letzten maurischen Rebellen in diesem Königreich. Zehn Jahre später verkaufte Peter seine Güter in Valencia an die Krone Aragóns und wurde wieder mit Gütern auf Mallorca beschenkt.